# Лясоцин (Лодзинське воєводство)
Лясоцин (пол. Lasocin) — село в Польщі, у гміні Кернозя Ловицького повіту Лодзинського воєводства.
Населення — 119 осіб (2011).
У 1975-1998 роках село належало до Плоцького воєводства.

## Демографія
Демографічна структура станом на 31 березня 2011 року:
|          | Загалом | Допрацездатний вік | Працездатний вік | Постпрацездатний вік |
| -------- | ------- | ------------------ | ---------------- | -------------------- |
| Чоловіки | 59      | 10                 | 44               | 5                    |
| Жінки    | 60      | 9                  | 33               | 18                   |
| Разом    | 119     | 19                 | 77               | 23                   |